# Halvvampyrer
Halvvampyrer, Dhampir, förekommer i folklore på Balkan. Ordet "Dhampir" kan direkt härledas från det albanska språket. Dham (Tand) Pir (Dricka), dvs. dricka genom tänderna. De har i folkloren en far som är vampyr och en mor som är människa. I olika berättelser skildras de med varierande blandningar av mänskliga egenskaper och vampyregenskaper. Det finns även vissa varianter där man blir dhampir/halvvampyr om ens mamma är det.

## Halvvampyrer i populärkultur
Halvvampyrer förekommer i Stephenie Meyers böcker i Twilight-serien (Reneesme är det) samt i Legenden om Darren Shan, där huvudpersonen är det. Men också i den populära ungdomsserien Vampire Academy förekommer det halvvampyrer (i serien kallas det Dhampir). Bland annat är huvudpersonen i VA, Rose Hathaway, en dhampir.
- BloodRayne: Rayne
- Twilight-serien: Reneesme
- Legenden om Darren Shan: Darren Shan
- Lampyrerna: Jack Harkett